# Sacks-Evertson-Bohrloch-Dehnungsmesser
Sacks-Evertson-Bohrloch-Dehnungsmesser (englisch Sacks-Evertson borehole strain meter) sind kontinuierlich messende, hochauflösende geodätische Instrumente zur Messung von volumetrischen Verformungen (Extension, Kompression) der Erdkruste. Die Instrumente messen relative Volumenänderungen im Nanobereich (0,01 mm/km oder 10−8) in einer Frequenz von 60 Hz. Sie werden vorrangig in der Überwachung und Früherkennung von seismischer und magmatischer Aktivität im Untergrund eingesetzt und tragen wesentlich zum besseren Verständnis derer ursächlichen Prozesse und Steuerungsmechanismen bei.

## Aufbau und Installation
Ein Dehnungsmesser besteht aus einem Stahlzylinder, der ca. 4 m lang ist und einen Durchmesser von 11 cm hat. Das Innere des Zylinders wird zu ca. 90 % von einem Reservoir eingenommen, welches vollständig mit Silikonöl, einer inkompressiblen Flüssigkeit, gefüllt ist. Das oberen Ende dieses Öl-Reservoirs ist an einen schmalen Expansionsbalg gekoppelt. Wird der Zylinder durch Druck komprimiert, wird Öl aus dem Reservoir in den Balg gedrückt. Bei Druckentlastung fließt das Öl aus dem Balg zurück in das Reservoir. Die Längenänderung des Balgs wird gemessen und in ein elektrisches Signal umgewandelt, wodurch die relative Volumenänderung des Reservoirs bestimmt werden kann.
Dehnungsmesser werden am Grund eines ca. 200 m tiefen Bohrlochs installiert. Die Basis des Bohrlochs wird dabei zu ca. 5 m mit expandierendem Zement aufgefüllt und der Dehnungsmesser wird darin versenkt. Mit dem Aushärten des Zements ist der Dehnungsmesser direkt mit dem Umgebungsgestein verbunden und kann somit minimale Druckänderungen, die auf das Gestein wirken, aufnehmen. Das elektrische Signal wird über Kabel an die Erdoberfläche übertragen.
Nach der Installation wird die Sensitivität eines jeden Instruments anhand von Gezeitenwellen und seismischen Wellen größerer globaler Erdbeben kalibriert. Der dabei gewonnene spezifische Kalibrierungsfaktor der einzelnen Geräte gewährleistet anschließend die Vergleichbarkeit gemessener Signale in einem Netzwerk.

## Geschichte und Verbreitung
Die Dehnungsmesser wurden von Dale W. Evertson und I. Selwyn Sacks Ende der 1960er Jahre am Department of Terrestrial Magnetism, Carnegie Institution for Science (Washington DC, USA) und den Applied Research Laboratories, University of Texas (Austin, USA) entwickelt und erstmals 1971 in Japan getestet. Anfangs in Explosionsexperimenten und später durch die Überwachung der Erdbebenaktivität konnte dort gezeigt werden, dass Sacks-Evertson-Bohrloch-Dehnungsmesser plötzliche, schnelle Kompressions-/Dehnungswellen in der Erdkruste bedeutend präziser aufnehmen können, als die bis dahin herkömmlichen Stangen- oder Drahtextensometer.
Seitdem wurden die Instrumente kontinuierlich weiterentwickelt und dabei auch auf kleinere Bohrlochdurchmesser angepasst sowie als 3-Komponenten Instrumente entwickelt. Heute sind Sacks-Evertson-Bohrloch-Dehnungsmesser weltweit in vielen magmatisch und seismisch aktiven Regionen installiert. Dazu gehören die Vulkane Soufrière Hills (Montserrat), Ätna, Stromboli, Vesuv und die Phlegräischen Felder (Italien), Miharayama (Japan), Katla und Hekla (Island) sowie seismogene Gebiete in Kalifornien (USA), der Ägäis (Türkei), China und Taiwan. In einem großangelegten Tiefseebohrungs-Projekt werden seit einigen Jahren Sacks-Evertson-Bohrloch-Dehnungsmesser vor Japan installiert, um die Früherkennung von potentiell zerstörerischen Erdbeben zu ermöglichen.

## Erkenntnisse
Die um ein Vielfaches höhere zeitliche und volumetrische Auflösung von Verformungen in der Erdkruste durch Bohrloch-Dehnungsmesser ermöglicht es, Signale sichtbar zu machen, die mit anderen Beobachtungstechniken nicht auflösbar sind. Dadurch konnten signifikant neue Einsichten in Prozesse gewonnen werden, die seismischer und vulkanischer Aktivität zugrunde liegen und diese steuern. Dazu gehören:
- Nachweis aseismischer Stressumverteilung (Versatz entlang von Störungszonen) in Erdbebenregionen als Vorläufer von großen seismischen Beben (erstmals nachgewiesen mit Dehnungsmesser, später auch mit GNSS)[4][5]
- Identifizierung von Taifunen als potentielle Auslöser aseismischer Versätze[6]
- Erkenntnisse über Steuerungsmechanismen zyklischer Eruptionsdynamiken (Hekla)[7]
- Entdeckung eines neuen Triggermechanismus bei Vulkanianischen Explosionen (Soufrière Hills)[8]
- detaillierte Auflösung der Struktur magmatischer Systeme (Magmakammern, Gänge, Schlot) im Untergrund (Hekla, Soufrière Hills, Miharayama)[9][10][11]
- Detektion von Magma-Migration im Untergrund[9][10][11]
- Quantifizierung der vertikalen Masseverteilung in vulkanischen Eruptionssäulen aufgrund von Druckwellen in der Atmosphäre[12]
- Frühwarnung bei Vulkanausbrüchen (Hekla)[13][9]
- frühzeitige Abschätzung der Dauer von Sequenzen Strombolianischer Aktivität (Ätna)[14]

## Besonderheiten
Durch die direkte Koppelung mit der Erdkruste in zweihundert Metern Tiefe sind die Instrumente keinen oberflächennahen Störungen ausgesetzt. Im Unterschied zu anderen Messinstrumenten werden Sacks-Evertson-Bohrloch-Dehnungsmesser in situ kalibriert. Die Sensitivität der Sensoren berücksichtigt die Beschaffenheit des unmittelbaren Umgebungsgesteins.
Aufwand und Kosten der Installation von Sacks-Evertson-Bohrloch-Dehnungsmesserrn sind durch die benötigte Bohrung und das Einzementieren der Geräte im Untergrund sehr hoch. Die Geräte können nicht wieder entnommen und anderweitig eingesetzt werden. Daher gehören Sacks-Evertson-Bohrloch-Dehnungsmesser derzeit nicht zum Standard in geophysikalischen Überwachungsnetzwerken.